# Cantó de Mont Pasièr
El cantó de Mont Pasièr és un cantó francès del departament de la Dordonya, situat al districte de Brageirac. Té 13 municipis i el cap és Mont Pasièr.

## Municipis
- Biront
- Cap Dròt
- Gaujac
- La Valada
- L'Orme
- Marçalés
- Mont Pasièr
- Sench Avit de Ribièra
- Sent Cassian
- Sent Marcòri
- Sent Róman de Mont Pasièr
- Solaura
- Al Vèrn

## Història
| Data d'elecció                           | Identitat    | Partit             | Qualitat |
| ---------------------------------------- | ------------ | ------------------ | -------- |
| 1988-                                    | Marc Mattera | UDD, després MoDem |          |
| les dades anteriors no són pas conegudes |              |                    |          |
|                                          |              |                    |          |

## Demografia
| 1962  | 1968  | 1975  | 1982  | 1990  | 1999  | 2006  |
| ----- | ----- | ----- | ----- | ----- | ----- | ----- |
| 2.405 | 2.224 | 2.114 | 2.101 | 2.176 | 2.194 | 2.308 |